# Povest' o molodožёnach
Povest' o molodožёnach (Повесть о молодожёнах) è un film del 1959 diretto da Sergej Il'ič Sidelёv.